# Xanthorhoe alexandraria
Xanthorhoe alexandraria är en fjärilsart som beskrevs av Otto Staudinger 1892. Xanthorhoe alexandraria ingår i släktet Xanthorhoe och familjen mätare. Inga underarter finns listade i Catalogue of Life.